# Анже-3 (кантон)
Анже-3 (фр. Angers-3) — кантон во Франции, находится в регионе Пеи-де-ла-Луар, департамент Мен и Луара. Входит в состав округа Анже.

## История
Кантон Анже-3 был создан в 1973 году и упразднен в 1985 году, его территория была разделена между кантонами Анже-Сюд, Анже-Уэст, Анже-Эст и Анже-Нор. В результате административной реформы 2015 года кантоны Анже-Сюд, Анже-Уэст, Анже-Эст и Анже-Нор были упразднены и вновь образован кантон Анже-3; в состав кантона вошли часть города Анже и отдельные коммуны упраздненных кантонов Анже-Уэст, Анже-Нор и Сен-Жорж-сюр-Луар.

## Состав кантона с 22 марта 2015 года
В состав кантона входят коммуны (население по данным Национального института статистики за 2020 г.):
- Анже (24 449 чел., западные кварталы)
- Беюар (126 чел.)
- Бокузе (5 528 чел.)
- Савеньер (1 337 чел.)
- Сен-Клеман-де-ла-Плас (2 094 чел.)
- Сен-Ламбер-ла-Потри (2 932 чел.)
- Сен-Леже-де-Линьер (3 749 чел.)
- Сен-Мартен-дю-Фуйу (1 668 чел.)

## Политика
На президентских выборах 2022 г. жители кантона отдали в 1-м туре Эмманюэлю Макрону 36,1 % голосов против 22,8 % у Жана-Люка Меланшона и 14,0 % у Марин Ле Пен; во 2-м туре в кантоне победил Макрон, получивший 74,9 % голосов. (2017 год. 1 тур: Эмманюэль Макрон – 31,7 %, Франсуа Фийон – 21,6 %, Жан-Люк Меланшон – 19,2 %, Марин Ле Пен – 11,9 %; 2 тур: Макрон – 80,7 %).
С 2021 года кантон в Совете департамента Мен и Луара представляют вице-мэр города Анже Софи Лебопен (Sophie Lebeaupin) и мэр коммуны Сен-Леже-де-Линьер Франк Покен (Franck Poquin) (оба – Разные правые).
|                | Кандидаты                         | Партия                   | Первый тур | Первый тур     | Второй тур | Второй тур |
| Кол-во голосов | Кандидаты                         | Партия                   | % голосов  | Кол-во голосов | % голосов  |            |
| -------------- | --------------------------------- | ------------------------ | ---------- | -------------- | ---------- | ---------- |
|                | Софи Лебопен Франк Покен          | Разные правые            | 3 488      | 44,20          | 4 401      | 51,36      |
|                | Мартин Норман Дидье Руасне        | Социалистическая партия  | 3 544      | 44,91          | 4 168      | 48,64      |
|                | Аврора Лаонде Жан-Матьё Малавьяль | Национальное объединение | 859        | 10,89          |            |            |

|                | Кандидаты                         | Партия                  | Первый тур | Первый тур     | Второй тур | Второй тур |
| Кол-во голосов | Кандидаты                         | Партия                  | % голосов  | Кол-во голосов | % голосов  |            |
| -------------- | --------------------------------- | ----------------------- | ---------- | -------------- | ---------- | ---------- |
|                | Фатимата Ами Дидье Руасне         | Социалистическая партия | 4 163      | 35,37          | 5 915      | 53,30      |
|                | Мишель Моро Франк Покен           | Правый блок             | 3 610      | 30,67          | 5 182      | 46,70      |
|                | Мари де Гут Антуан Ормен          | Национальный фронт      | 2 185      | 18,56          |            |            |
|                | Магали Шалле Жереми Шербонье      | Европа Экология Зелёные | 1 145      | 9,73           |            |            |
|                | Наташа Блё-Комбель Жюльен Габорьо | Коммунистическая партия | 668        | 5,67           |            |            |